# Bisdom Caratinga
Het bisdom Caratinga (Latijn: Dioecesis Caratingensis) is een rooms-katholiek bisdom met als zetel Caratinga, in Brazilië. Het bisdom is suffragaan aan het aartsbisdom Mariana.

## Geschiedenis
Het bisdom werd opgericht op 15 december 1915, uit delen van het bisdom Amazonas. 

## Parochies
Het bisdom had in 2021 een oppervlakte van 15.088 km2 en telde 713.170 inwoners waarvan 70,7% rooms-katholiek was.

## Bisschoppen
- Joaquim Mamede da Silva Leite (28 januari 1918; niet geïnstalleerd)
- Manuel Nogueira Duarte (4 april 1918; niet geïnstalleerd)
- Carloto Fernandes da Silva Távora (18 december 1919 - 29 november 1933)
- José Maria Parreira Lara (28 september 1934 - 8 augustus 1936)
- João Batista Cavati (30 juli 1938 - 20 oktober 1956)
- José Eugênio Corrêa (19 augustus 1957 - 27 november 1978)
- Hélio Gonçalves Heleno (27 november 1978 - 16 februari 2011)
- Emanuel Messias de Oliveira (16 februari 2011 - heden)

Mariana (aartsbisdom) · Caratinga · Governador Valadares · Itabira-Fabriciano